# FK Roech Brest
FK Roech Brest (Wit-Russisch: ФК Рух Брэст) is een Wit-Russische voetbalclub uit Brest.
De club werd in 2016 opgericht als amateurclub. In 2018 werd Roech een satellietteam van Dinamo Brest en ging op het derde niveau in de Druhaja Liga spelen. Daar werd de club meteen kampioen. Hierna eindigde het partnerschap met Dinamo vanwege regels van de Wit-Russische voetbalbond. In de Persjaja Liga werd Ruch in 2019 derde en promoveerde naar de Vysjejsjaja Liga. Op 28 februari 2022 trok de club zich terug omdat het met financiële problemen kampte vanwege de gevolgen van sancties naar aanleiding van de Russische invasie van Oekraïne in 2022 die de clubeigenaar troffen.